# Championnat de Guyane de football 2021-2022
Navigation
Édition précédente Édition suivante
La saison 2021-2022 est la soixantième édition du championnat de Guyane de football de Régional 1 et met aux prises dix-sept clubs pour le titre de champion de Guyane.
Pour une troisième saison consécutive, le championnat guyanais est perturbé par la pandémie de Covid-19, notamment en raison de nombreux reports dus aux cas de Covid-19, l'indisponibilité des installations et les intempéries sont autant d'obstacles ayant marqué une saison qui ne peut aller à son terme et où les équipes ont joué un nombre de rencontres irrégulier.
Ainsi, lors de son assemblée générale du 15 mai 2022, la Ligue de football de la Guyane décide de mettre un terme avec effet immédiat au championnat de Régional 1. Il est alors décidé qu'aucune relégation ne sera appliquée tandis que le champion de chaque groupe de Régional 2 accède à l'élite guyanaise qui passe de dix-sept à vingt équipes en 2022-2023, avec l'ajout de l'USL Montjoly (Centre-Est), du Dynamo de Soula (Est-Littoral), et du FC Charvein Mana (Ouest).

## Participants
Un total de dix-sept équipes participent au championnat, quatorze d'entre elles étant déjà présentes la saison précédente, auxquelles s'ajoutent trois promus de deuxième division que sont l'EF Iracoubo qui retrouve l'élite et l'ASC Karib et l'USC Montsinery qui la découvrent alors que l'ASC Arc-en-Ciel ne s'est pas inscrit en championnat cette saison,.
| Équipe               | Stade                       | Ville                   |
| -------------------- | --------------------------- | ----------------------- |
| ASC Agouado          | Stade de Moutendé           | Apatou                  |
| EF Iracoubo          | Parc des Princes d'Iracoubo | Iracoubo                |
| CSC Cayenne          | Stade Georges-Chaumet       | Cayenne                 |
| Olympique de Cayenne | Stade Georges-Chaumet       | Cayenne                 |
| ASU Grand-Santi      | Stade René-Long             | Grand-Santi             |
| ASC Karib            | Stade Georges-Chaumet       | Cayenne                 |
| SC Kouroucien        | Stade Bois Chaudat          | Kourou                  |
| ASC Le Geldar        | Stade Bois Chaudat          | Kourou                  |
| Loyola OC            | Stade Edmard-Lama           | Remire-Montjoly         |
| AS Étoile de Matoury | Stade municipal             | Matoury                 |
| US Matoury           | Stade municipal             | Matoury                 |
| USC Montsinery       | Stade municipal             | Montsinéry-Tonnegrande  |
| ASC Ouest            | Stade René-Long             | Saint-Laurent-du-Maroni |
| FC Oyapock           | Stade Grégoire Ho-A-Chuck   | Saint-Georges           |
| ASC Remire           | Stade Edmard-Lama           | Remire-Montjoly         |
| AJ Saint-Georges     | Stade Georges-Chaumet       | Cayenne                 |
| US Sinnamary         | Stade omnisports            | Sinnamary               |

| \| Cayenne : CSC Cayenne EF Iracoubo Olympique de Cayenne ASC Karib AJ Saint-Georges Rémire-Montjoly : ASC Remire Loyola OC Cayenne ASC Le Geldar SC Kouroucien ASC Agouado US Matoury AS Étoile de Matoury FC Oyapock Rémire-Montjoly ASU Grand-Santi ASC Ouest US Sinnamary Montsinery \| Localisation des équipes engagées. |
| Cayenne : CSC Cayenne EF Iracoubo Olympique de Cayenne ASC Karib AJ Saint-Georges Rémire-Montjoly : ASC Remire Loyola OC Cayenne ASC Le Geldar SC Kouroucien ASC Agouado US Matoury AS Étoile de Matoury FC Oyapock Rémire-Montjoly ASU Grand-Santi ASC Ouest US Sinnamary Montsinery                                          |

| Cayenne : CSC Cayenne EF Iracoubo Olympique de Cayenne ASC Karib AJ Saint-Georges Rémire-Montjoly : ASC Remire Loyola OC Cayenne ASC Le Geldar SC Kouroucien ASC Agouado US Matoury AS Étoile de Matoury FC Oyapock Rémire-Montjoly ASU Grand-Santi ASC Ouest US Sinnamary Montsinery |

## Compétition

### Format
Les dix-sept équipes sont réparties en deux groupes, le groupe A composé de neuf clubs tandis que le groupe B en regroupe huit. Les équipes affrontent à deux reprises les autres clubs de leur groupe selon un calendrier tiré aléatoirement. Si initialement des descentes en Régional 2 sont prévues, l'arrêt de la compétition en mai 2022 offre le maintien à toutes les équipes.

### Classements
Le classement est établi sur le barème de points classique (victoire à 4 points, match nul à 2, défaite à 1). Voici les classements au moment de leur abandon le 15 mai 2022.
| Rang | Équipe                 | Pts  | J  | G | N | P | Bp | Bc | Diff |
| ---- | ---------------------- | ---- | -- | - | - | - | -- | -- | ---- |
| 1    | AS Étoile de Matoury   | 36   | 10 | 8 | 2 | 0 | 25 | 8  | +17  |
| 2    | ASC Karib P            | 29-1 | 9  | 7 | 0 | 2 | 19 | 10 | +9   |
| 3    | ASC Remire             | 27   | 10 | 5 | 2 | 3 | 21 | 15 | +6   |
| 4    | ASU Grand-Santi        | 23-1 | 10 | 4 | 2 | 4 | 25 | 15 | +10  |
| 5    | CSC Cayenne            | 23   | 10 | 3 | 4 | 3 | 17 | 13 | +4   |
| 6    | Olympique de Cayenne T | 22   | 10 | 3 | 3 | 4 | 9  | 14 | -5   |
| 7    | ASC de l'Ouest         | 19   | 10 | 3 | 1 | 6 | 15 | 29 | -14  |
| 8    | USC Montsinery P       | 17   | 9  | 2 | 2 | 5 | 10 | 13 | -3   |
| 9    | Loyola OC              | 12   | 10 | 0 | 2 | 8 | 10 | 34 | -24  |

| Rang | Équipe           | Pts | J  | G | N | P | Bp | Bc | Diff |
| ---- | ---------------- | --- | -- | - | - | - | -- | -- | ---- |
| 1    | ASC Le Geldar    | 34  | 10 | 8 | 1 | 1 | 41 | 14 | +27  |
| 2    | US Matoury       | 34  | 10 | 8 | 0 | 2 | 22 | 16 | +6   |
| 3    | US Sinnamary     | 23  | 11 | 3 | 4 | 4 | 13 | 14 | -1   |
| 4    | FC Oyapock       | 22  | 11 | 3 | 4 | 3 | 26 | 19 | +7   |
| 5    | SC Kouroucien    | 20  | 11 | 2 | 3 | 6 | 19 | 20 | -1   |
| 6    | ASC Agouado      | 19  | 7  | 4 | 1 | 2 | 16 | 9  | +7   |
| 7    | AJ Saint-Georges | 16  | 8  | 2 | 2 | 4 | 9  | 19 | -10  |
| 8    | EF Iracoubo P    | 11  | 10 | 0 | 1 | 9 | 9  | 41 | -32  |

T : Tenant du titre

P : Promu de Régional 2

## Bilan du tournoi
| Championnat de Guyane de football 2021-2022 |                      |
| Champion                                    | Titre non décerné    |
| Qualifications continentales                |                      |
| Caribbean Club Shield 2023                  | AS Étoile de Matoury |
| Promotions et relégations                   |                      |
| Promus en Régional 1                        | USL Montjoly         |
| Promus en Régional 1                        | Dynamo de Soula      |
| Promus en Régional 1                        | FC Charvein Mana     |
| Relégués en Régional 2                      | Pas de relégation    |